# Tekstynit
Tekstynit – macerał, w którym tkanka roślinna jest widoczna, komórki mają kształt prostokątny, często są zdeformowane, ścianki pofałdowane i w środku mogą być puste. Mogą w nich występować poriżelinit, korpohuminit. Często występuje w formie pasemek.